# Oranjezicht
Oranjezicht is een buitenwijk van Kaapstad, Zuid-Afrika. Het is gebouwd op de plaats van de oude Oranjezicht-boerderij, die zich vroeger minstens tot aan het Mount Nelson Hotel uitstrekte en het Kasteel de Goede Hoop voorzag van verse producten.
In 1708 kocht Nicolaus Laubscher (1651-1721), die in de jaren 70 van de 17e eeuw van het Zwitserse kanton Fribourg naar Kaap de Goede Hoop was geëmigreerd, een landgoed op de hellingen van de Tafelberg. Dit landgoed noemde hij Oranjezicht vanwege het goede uitzicht vanaf daar op de oranjekleurige bastion van het kasteel. Na zijn dood werd de boerderij overgenomen door Pieter van Breda (1696-1759), die in 1719 vanuit Nederland naar de Kaap kwam.

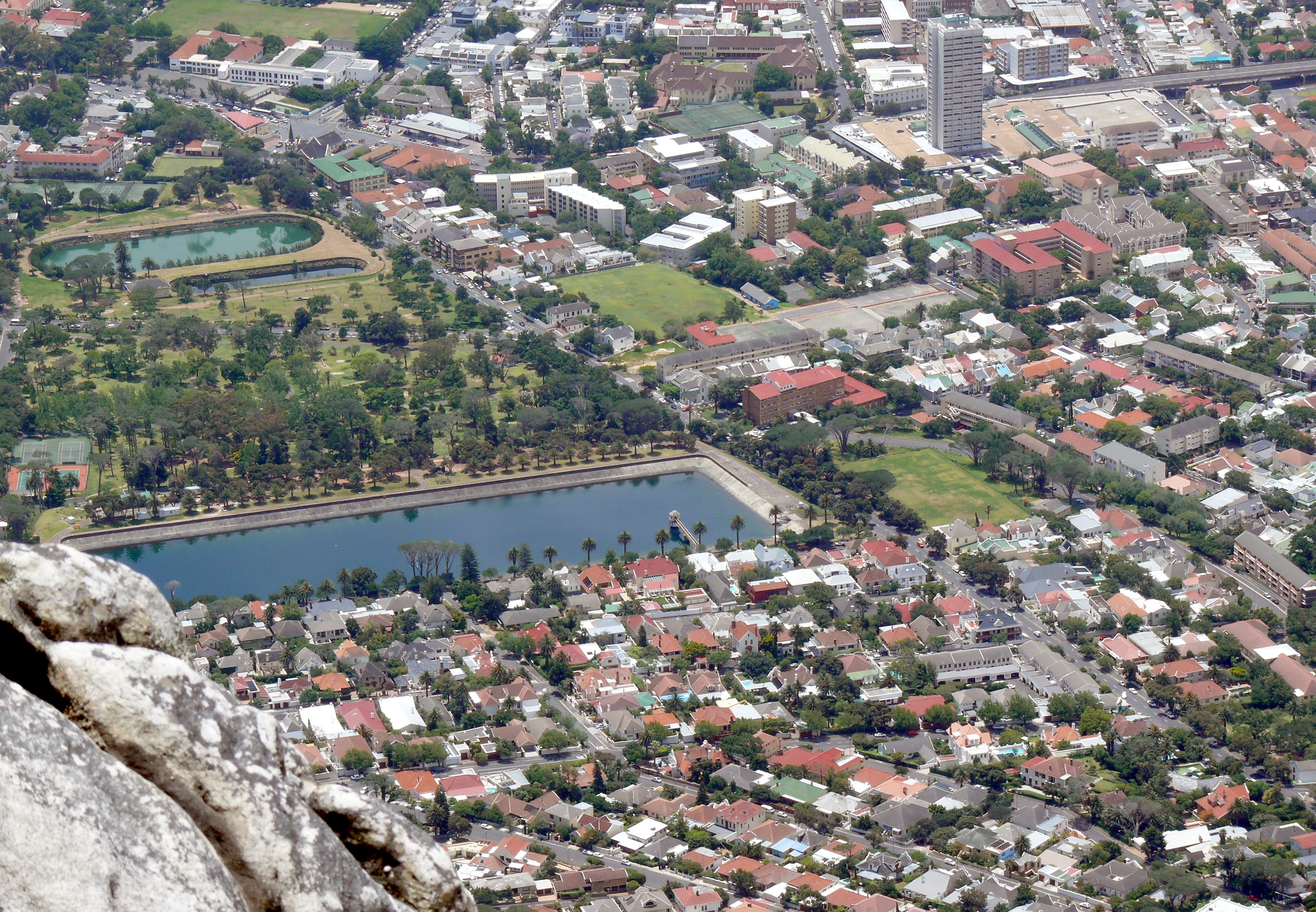
Oranjezicht gezien vanaf de Tafelberg.

De twee eeuwen die volgden was Oranjezicht een boerderij. Een deel van de gebouwen van de boerderij en de oude slavenklok staan nog steeds op de plek waar de boerderij ooit heeft gestaan. De boerderij zelf stond op het terrein direct ten oosten van wat nu een openbaar park en speeltuin is. Het werd in de jaren '60 van de 20e eeuw afgebroken om plaats te maken voor een bowlingbaan.
De Moltenodam, een kleine dam op de hellingen van de Tafelberg, werd in 1877 gebouwd om Kaapstad van water te voorzien door natuurlijk bronwater van de berg op te slaan. Destijds bevond het zich op de berghellingen boven de jonge stad, maar de stad groeide eromheen en ligt nu midden in de buitenwijken van Oranjezicht. Het is nog steeds in bedrijf.
De meisjesschool St. Cyprian's School en het ziekenhuis Booth Memorial Hospital bevinden zich in Oranjezicht.